# Катлері
59°26′56″ пн. ш. 24°51′04″ сх. д. / 59.44889° пн. ш. 24.85111° сх. д.
Катлері (ест. Katleri) — мікрорайон в районі Ласнамяє міста Таллінн. Його населення складає 5 133 особи (станом на 1 січня 2014). У мікрорайоні розташовані такі вулиці як Катлері, Мартсна, Мустаківі-теє, Нарвське шосе, Паасіку, Раху-теє, Тондіраба. У мікрорайоні курсують автобусні маршрути №№ 12, 29, 60, 63, 65.
У Катлері розташована Талліннська гімназія для дорослих, дитячий денний центр і соціальне житло.

## Історія

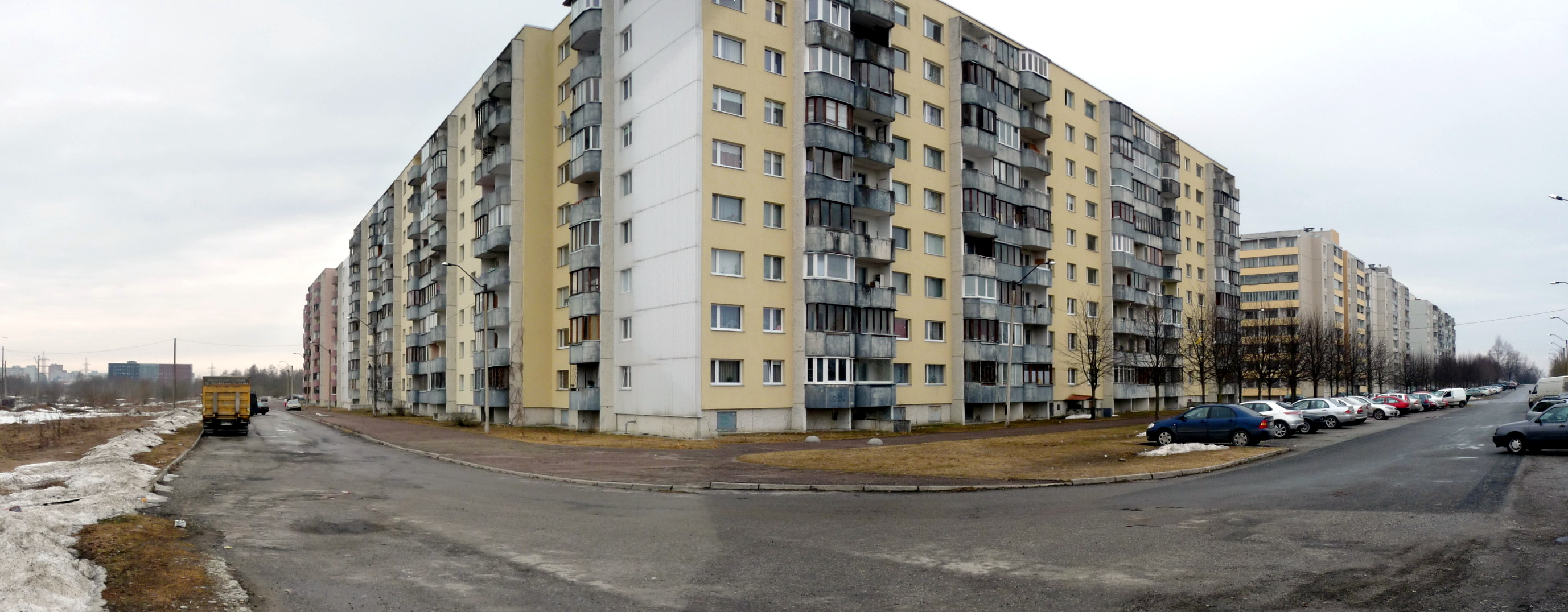
Мікрорайон Катлері, вулиця Тондіраба

В XIX ст. казначей Карл Микола Кох побудував на території сучасного мікрорайону, поблизу верхового болота Тонді, літню садибу Катлері, яка в другій половині XIX ст. офіційно називалась Карлова (Carlowa). До садиби відносилась земельна ділянка площею 50 гектарів, більша частина якої страждала від надмірної вологості. Будівлю мизи оточувала невелика алея та сад з металевою огорожею. 
Наприкінці XIX ст. на території садиби проводились військові навчання. Після Другої світової війни, будівля садиби використовувалась радянськими військовослужбовцями.
У 1991 році на основі восьмого мікрорайону Ласнамяє, земель колишньої мизи та північної частини верхового болота Тонді був утворений мікрорайон Катлері.
На початку 1990-х років мікрорайон був забудований 5-ти та 9-ти поверховими панельними будинками.

## Освіта

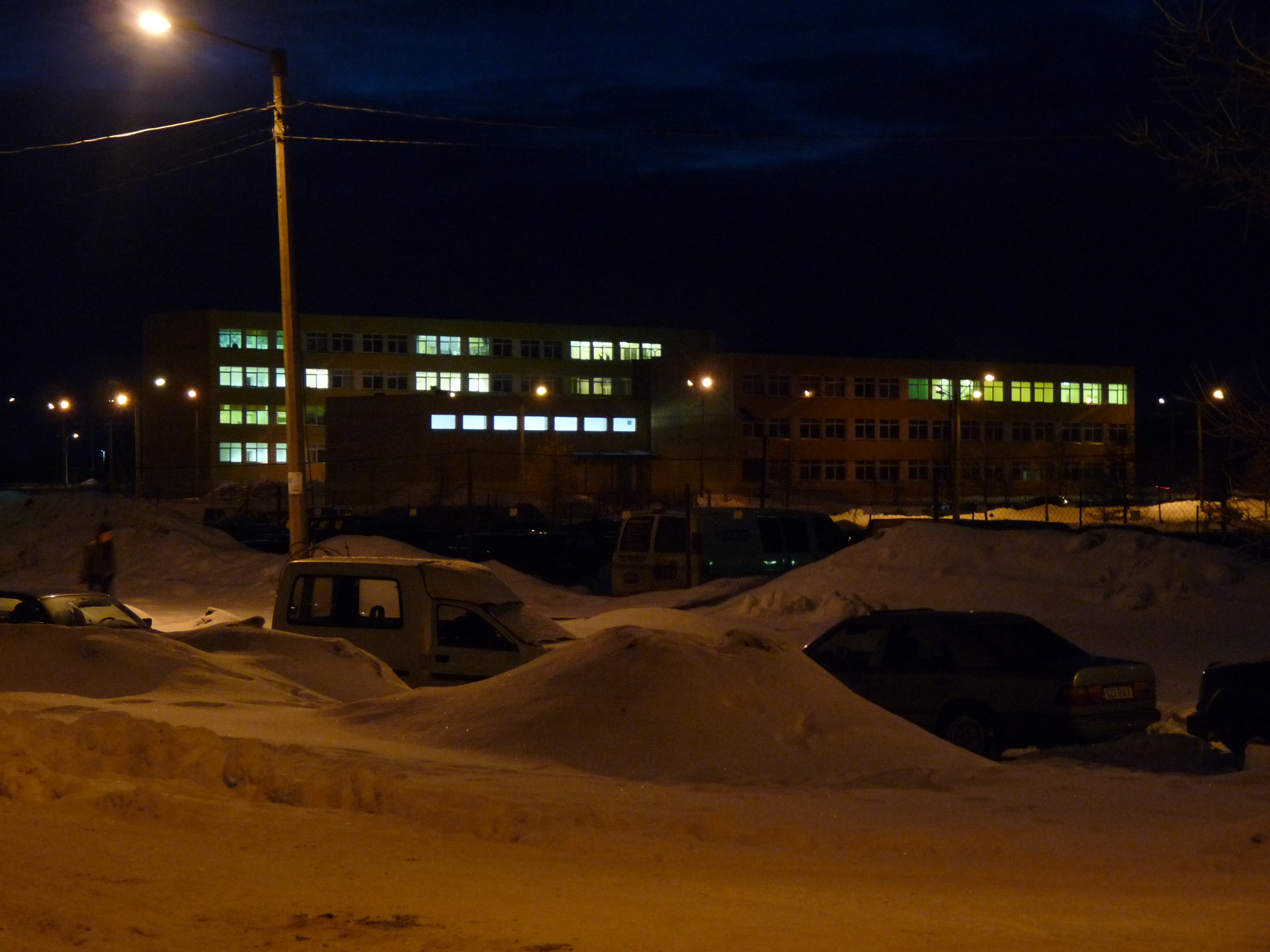
Талліннська гімназія для дорослих

В Катлері знаходиться Талліннська Гімназія для дорослих (ест. Tallinna Täiskasvanute Gümnaasium) — найбільша вечірня школа в Естонії. В гімназії можливе часткове навчання російською мовою, і після закінчення школи можна здавати державний екзамен з естонської мови як з рідної, так і як з другої мови.
У мікрорайоні також розташований дитячий денний центр ласнамяєського соціального центру — установа, яка надає допомогу дітям із проблемною поведінкою та проблемами в школі. Тут надаються консультації та допомога в навчанні, організуються екскурсії та дитячі табори.

## Спорт
В Катлері знаходиться стадіон гімназії для дорослих і майданчик для гри у волейбол. На вулиці Тондіраба знаходиться школа тенісу Ало Ояссалу і тенісний клуб «Тондіраба».

## Населення
По даним самоуправління Таллінна, на 1 січня 2014 року населення Катлері складало 5 133 осіб. Чоловіків серед них 43 %, а жінок — 57 %. 35 % жителів мікрорайону складають естонці.
| 2008  | 2011    | 2012    | 2014    |
| ----- | ------- | ------- | ------- |
| 5 045 | ↗ 5 079 | ↘ 5 037 | ↗ 5 133 |